# Vackstaskogens naturreservat

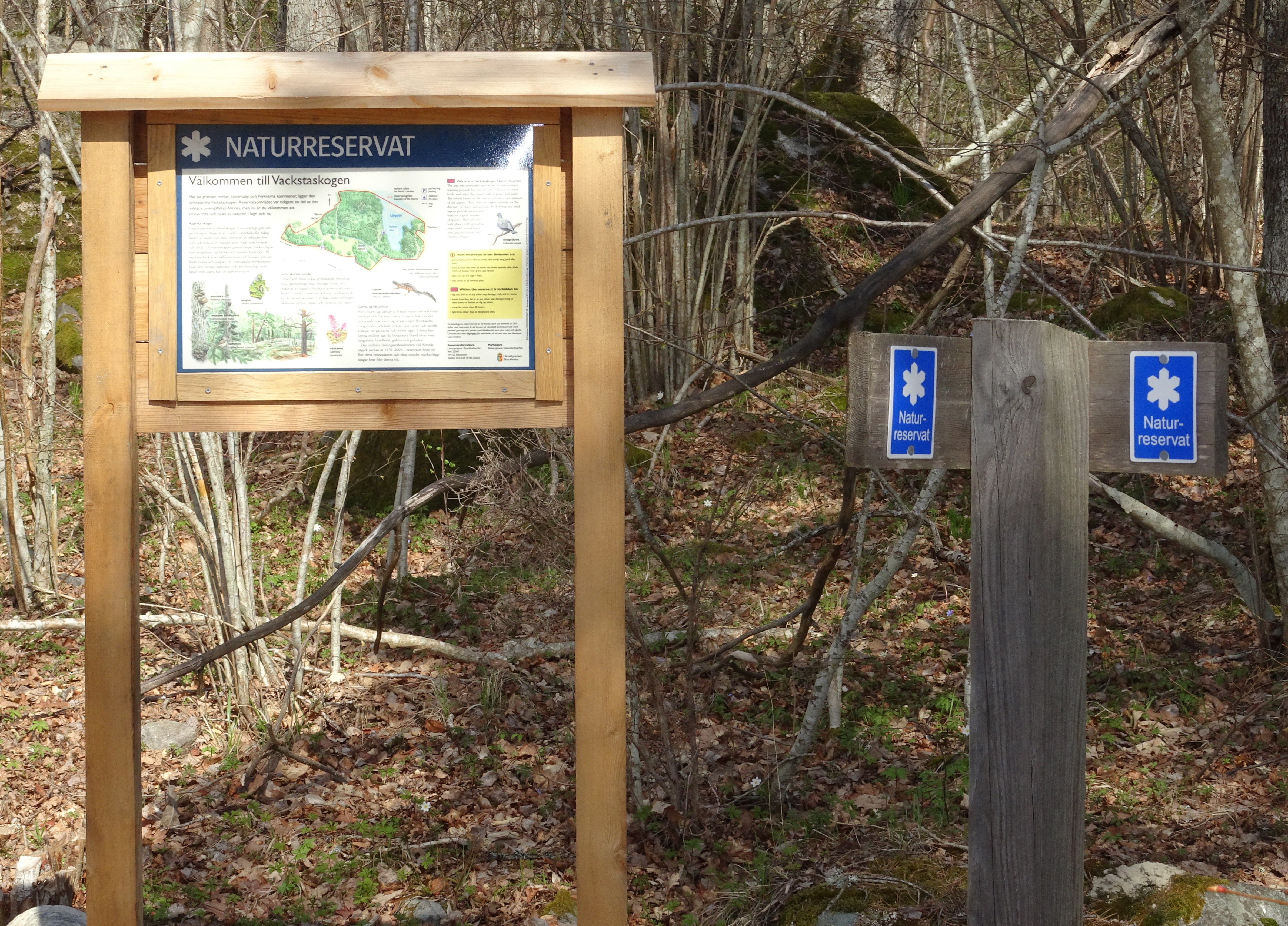
Entrén till reservatet.

Vacktaskogen är ett naturreservat i Södertäljes och Nykvarns kommuner. Reservatet, som inrättades år 2012 ligger vid södra sidan av Långsjön och omfattar 27,8 hektar därav 4,7 hektar vatten. Förvaltare är Länsstyrelsen i Stockholms län.

## Beskrivning
Vackstaskogens naturreservat ligger kring Vackstaviken, som utgör Långsjöns sydvästra del. Området ingick tidigare i militära övningsområdet Almnäs som var verksam mellan 1970 och 2005. Från den tiden existerar fortfarande en branddamm. Reservatets huvuddel ligger inom Södertälje kommun medan den västligaste delen går in i Nykvarns kommun. 
I Vacktaskogen finns gott om gammal asp som har stor betydelse för ovanliga växter, svampar och insekter. Även partierna med ädellövträd i sydväst och ost har mycket höga naturvärden. I Långsjön finns även några bäverkolonier vars verksamhet kan ses genom färskt bävergnag och många fällda träd. Genom området går några grusvägar.

## Syftet
Syftet med reservatet är bland annat att bevara ett värdefullt lövträdsområde med gammal grov asp och partier med ädellövträd, samt dess växt- och djurliv. Området ska även vara tillgängligt för det rörliga friluftslivet. 

## Bilder

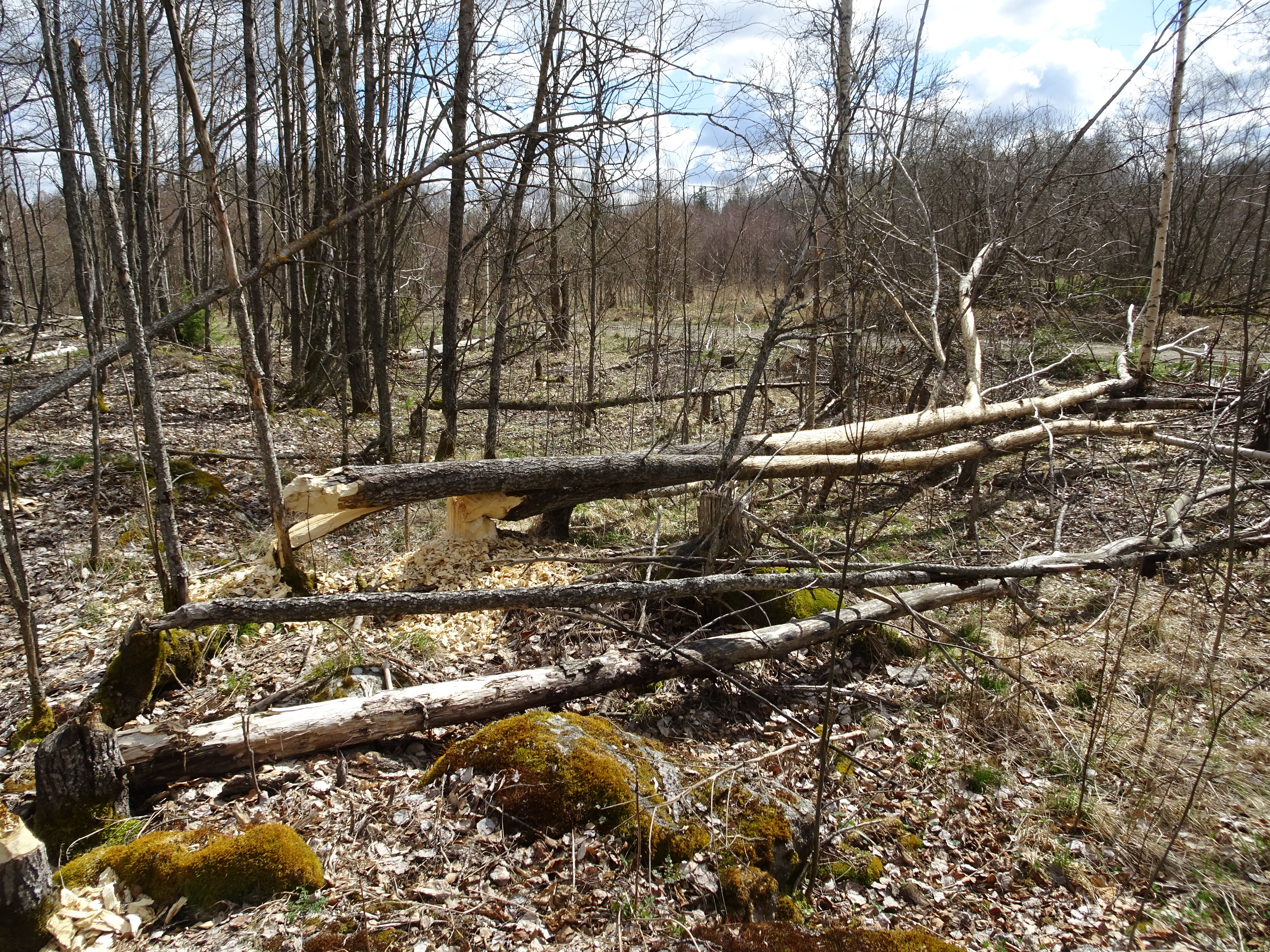
Bäverns verksamhet
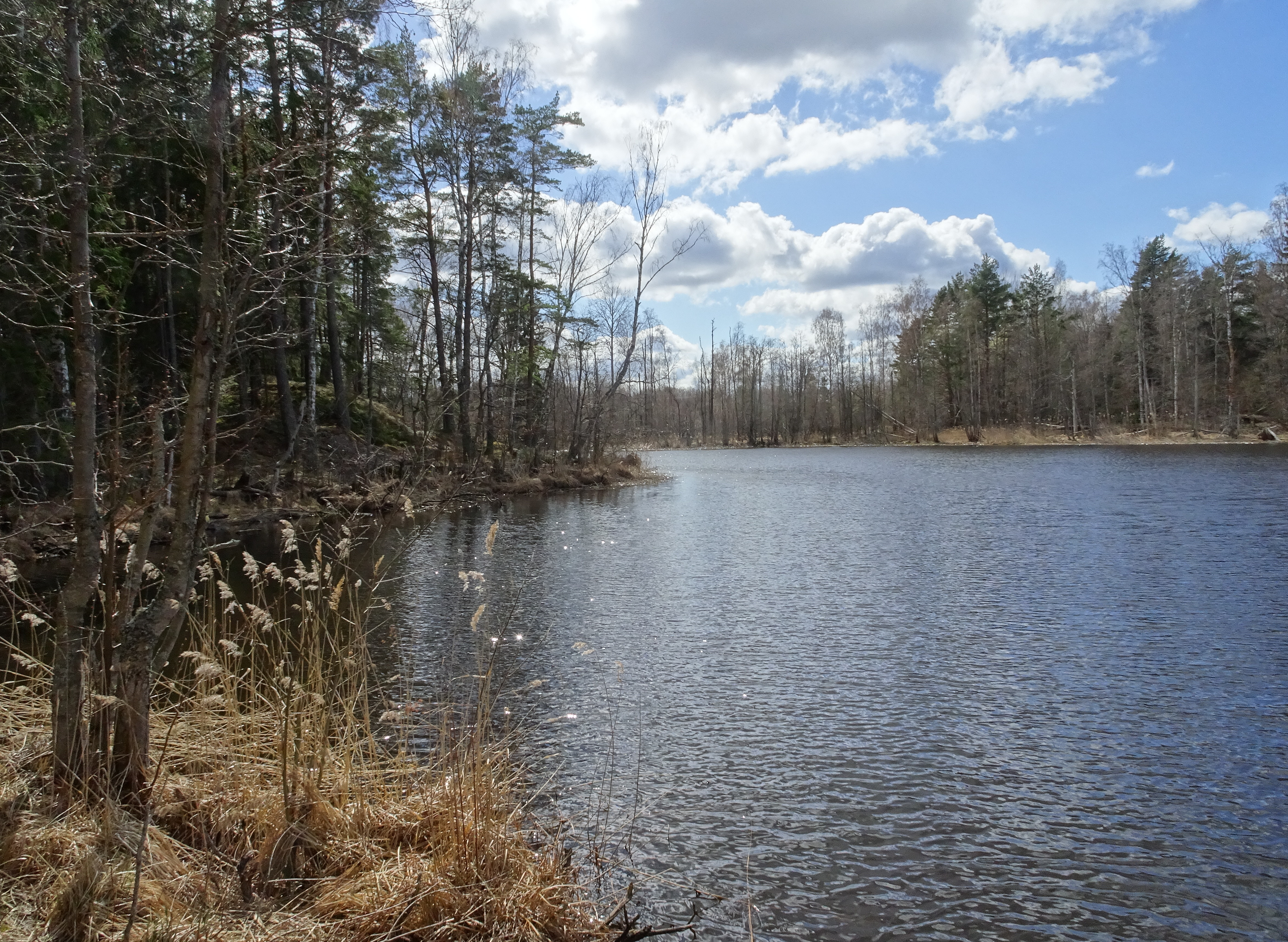
Långsjön
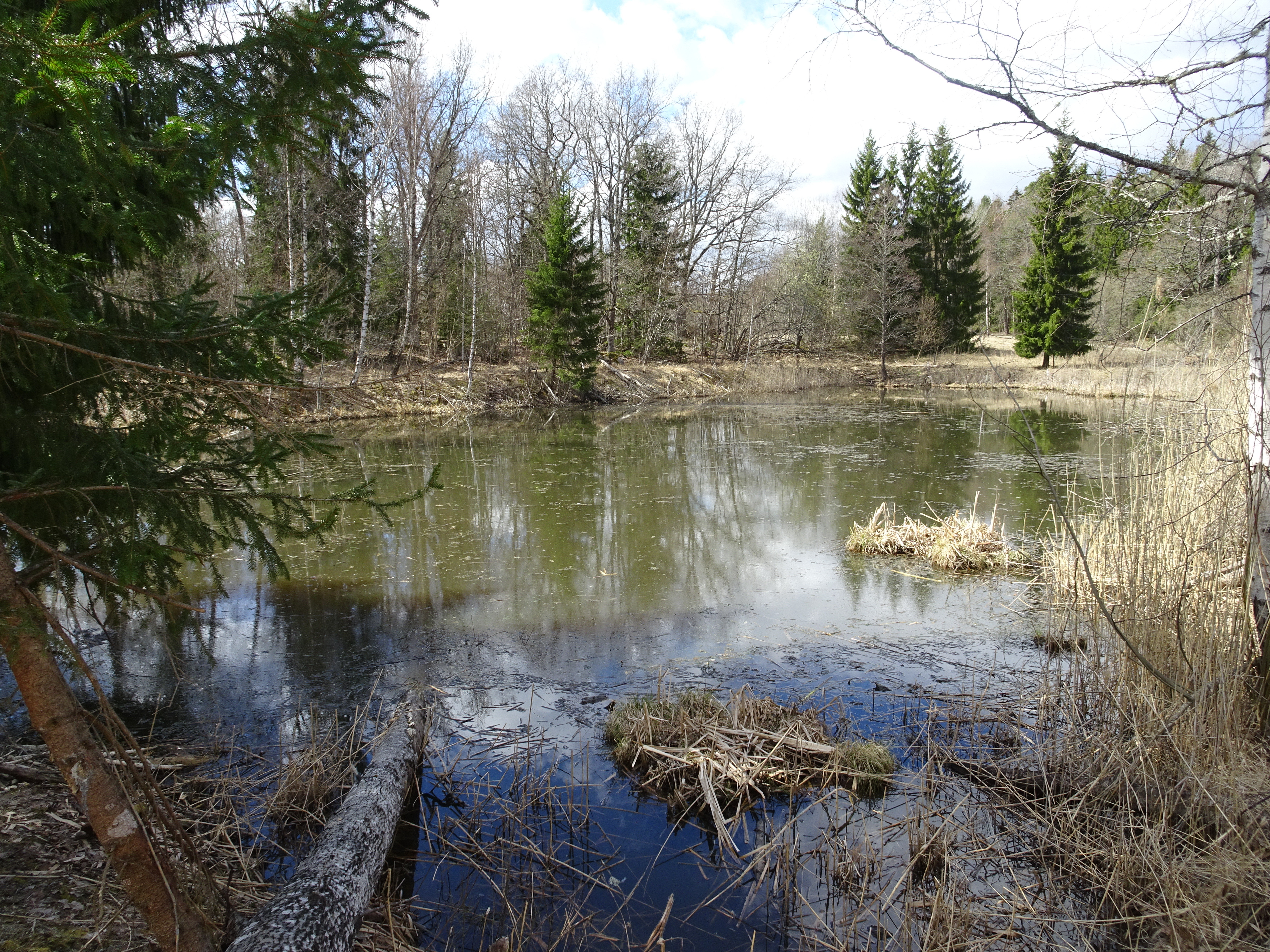
Branddammen